# Liste der Monuments historiques in Moussac (Vienne)
Die Liste der Monuments historiques in Moussac (Vienne) führt die Monuments historiques in der französischen Gemeinde Moussac auf.

## Liste der Objekte
| Bezeichnung              | Beschreibung           | Standort                 | Kennzeichnung | Schutzstatus | Datum | Bild |
| ------------------------ | ---------------------- | ------------------------ | ------------- | ------------ | ----- | ---- |
| Grabplatte eines Ritters | Stein, 13. Jahrhundert | Place de l’Église (Lage) | PM86001584    | Inscrit      | 2016  |      |
| Zwei Steinsärge          | 13. Jahrhundert        | Place de l’Église (Lage) | PM86000355    | Classé       | 1947  |      |